# La Valle (Wisconsin)
La Valle è un villaggio degli Stati Uniti d'America, situato in Wisconsin, nella contea di Sauk.